# Mioljub Kušić
Mioljub Kušić Mića (Novi Sad, 1924 — Beograd, 18. mart 2013) bio je sanitetski pukovnik, profesor gastroenterologije na Vojnomedicinskoj akademiji, načelnik Klinike za unutrašnje bolesti Vojnomedicinske akademije, glavni terapeut Jugoslovenske narodne armije, lični lekar tadašnjeg predsednika SFRJ Josipa Broza Tita.

## Život i karijera
Rođen je u Novom Sadu, 1924. godine u porodici intelektualca. Otac, Milenko, školovao se za inženjera hemije u Tuluzu u Francuskoj, kao stipendista vlade Kraljevine Srbije sa Krfa. Osnovnu školu i gimnaziju završio je u Novom Sadu i Beograd. Kao odličan đak oslobađan je od mature.
Sa dvadeset godina, dobrovoljno je stupio 18. novembra 1944. godine u redove Narodnooslobodilačke vojske i kao njen pripadnik učestvovao u proboju Sremskog fronta i oslobođenju zemlje.
Po završetku Drugog svetskog rata, kao vojni stipendista studije medicine započeo je 10. oktobra 1947. godine a završio 24. avgusta 1952. godine, na Medicinakom facultative u Beogradu sa srednjom ocenom tokom studija 9,33. Obavezni lekarski staž obavio je u vojnim bolnicama u Sarajevu i Beogradu.
Kao mladi trupni lekar JNA nepune četiri godine proveo je na dužnosti u 17. Oklopnoj diviziji u Kragujevcu. Iz Kragujevca je upućen na specijalizaciju iz interne medicine u Vojnu bolnicu Beograd, u kojoj je na specijalističkom staću proveo od 31. avgusta 1958. do 6. novembra 1962. Sa odličnim uspehom, prvo je položio specijalistički ispit iz interne medicine, a potom supspecijalistički ispit iz gastroenterologije.
Kao lekar specijalista radio je na Opštem internom i gastroenterološkom odeljenju Klinike za unutrašnje bolesti VMA od 20. septembra 1963. do 16. aprila 1973. godine.
Kao vrsni lekar specijalista postavljen je za ličnog lekara tadašnjeg predsednika Republike. Na toj dužnosti ostaje do 5. marta 1976. godine (sa predsednikom je obišao više zemalja Evrope, Azije i Amerike). Po povratku sa ove dužnosti vratio se u Vojnomedicinsku akademiju u kojoj je, prvo obavljao dužnost zamenika načelnika Klinike za unutrašnje bolesti (od 9. avgusta 1978. do 20. juna 1984. godine), a potom i načelnika Klinike. Na toj dužnosti ostao je do prerastanja kliničkih odeljenja u samostalne klinike. Pored ove dužnosti obavljao je i dužnost glavnog terapeuta Jugoslovenske narodne armije.
Sa dužnosti načelnika Klinike za unutrašnje bolesti, raspoređen je na dužnost predsednika Glavne vojnolekarske komisije. Sa ove dužnosti penzionisan je 31. decembra 1989. godine.
Preminuo je u Beogradu, 18. marta 2013. godine u 89 godini života.

## Delo
Za sve vreme svog stručnog rada i razvoja prof. dr Mioljub Kušić je istraživao i pisao. To je radio i za vreme specijalizacije iz gastroenterologije, kada je napisao velik broj radova iz te oblasti. Svoje strućne radove najviše je objavljivao u Vojnosanitetskom pregledu, ali i u drugim poznatim domaćim i međunarodnim medicinskim časopisima.
Osim gastroenterologije, u fokusu njegovog interesovanja bila je i kardiologija, iz koje je, odbranio doktorski rad pod nazivom „Kliničke i epidemiološke karakteristike hiperlipoproteinemija grupe vojnih starešina Beogradskog garnizona“. Značaj ove disertacije je u tome što je dokazano da starešine između 41. i 50. godina starosti, kod kojih su prisutni još neki faktori rizika kao što su arterijska hipertenzija, latentni ili manifestni dijabetes i gojaznost, predstavljaju populaciju sa ozbiljnim rizikom od pojave koronarne bolesti – infarkta srca.
Visoka stručnost, uz objavljivanje većeg broja naučnih i stručnih radova razlog su što je dr Kušić biran najpre za docenta, zatim vanrednog i na kraju redovnog profesora VMA.

## Priznanja
Sve radne i stručne ocene bile su mu najviše, što se odrazilo i na veki broj priznanja i odlikovanja, od kojih su značajnija: 
- Orden za vojne zasluge,
- Orden rada,
- Orden bratstva i jedinstva
- Orden zasluga za narod (kojim je odlikovan još za vreme Drugog svetskog rata).